# المسيحية في بلغاريا

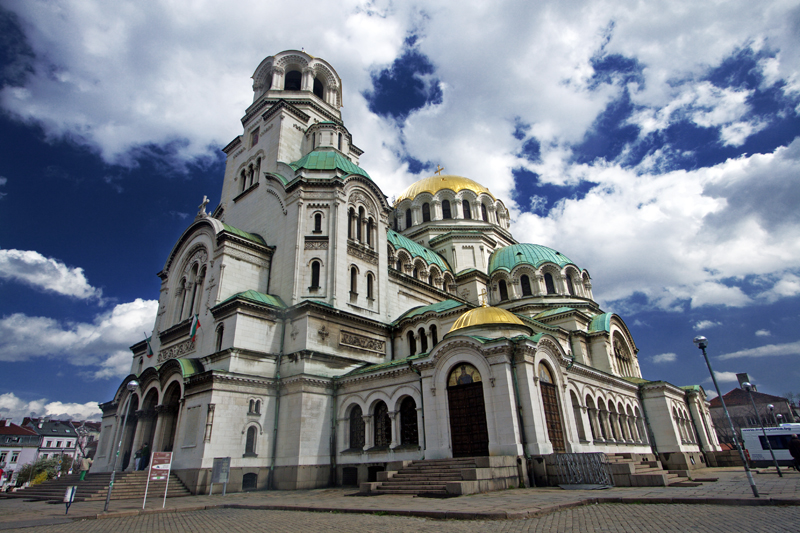
كاتدرائية ألكسندر نيفيسكي في صوفيا وهي إحدى أكبر كاتدرائيات أوروبا الأرثوذكسية.

المسيحية في بلغاريا هي الديانة السائدة، ومنذ اعتماد المسيحية كدين للدولة في عام 865، أصبحت بلغاريا دولة مسيحية. تأتي الكنيسة البلغارية الأرثوذكسية في مقدمة الطوائف المسيحية ويتبعها 82.6% من السكان وذلك وفقًا لإحصاء عام 2001، ومن ثم الكاثوليكية والتي يتعبها 0.6% من سكان بلغاريا، والبروتستانتية التي وصلت إلى البلاد في القرن التاسع عشر يتبعها اليوم 0.9%.
بعد اعتماد الديانة المسيحية عام 864 أصبحت بلغاريا المركز الثقافي لأوروبا السلافية. وكان موقفها الثقافي الرائد معززًا لدعم اكتشاف الأبجدية الكيريلية في عاصمتها بريسلاف، وسرعان ما انتشر أدبها البارز في اللغة البلغارية القديمة إلى الأراضي الشمالية. وأصبحت اللغة البلغارية القديمة هي لغة التواصل المشترك في أوروبا الشرقية، التي أصبحت تُعرف باسم الكنيسة السلافية القديمة. وفي وقت لاحق وكرد فعل للتأثيرات البيزنطية على الكنيسة، ظهر تأثير الطوائف البوغوميلية في بلغاريا في منتصف القرن العاشر. وخلال عهد سيميون الأول ملك بلغاريا أصبحت الكنيسة البلغارية الأرثوذكسية المستقلة الجديدة البطريركية الأولى إلى جانب المجمع الخماسي للبطاركة وانتشرت ترجمات الغلاغوليستية البلغارية للنصوص المسيحية في العالم السلافي، واعترفت بطريركية القسطنطينية المسكونية بالوضع الذاتي للكنيسة البلغارية الأرثوذكسية.
يعتبر دستور بلغاريا الأرثوذكسية الديانة التقليدية للشعب البلغاري ويمنحها مكانة خاصة في البلاد، ولكنه يضمن حرية ممارسة الدين. لم تشهد بلغاريا صراعات طائفية ودينية كما كان الحال في يوغوسلافيا السابقة خلال عام 1990 وعام 2000، وتتعايش الطوائف الدينية في البلاد سلميًا مع بعضها البعض. ولعبت الكنيسة البلغارية الأرثوذكسية وهي كنيسة وطنية أدورًا حضارية وثقافية وسياسية هامة، ويعود الفضل لها في تطوير اللغة البلغارية بعدما وضع ووضع القديسين كيرلس وميثوديوس الأبجدية الكيريلية.

## تاريخ

### العصور المبكرة

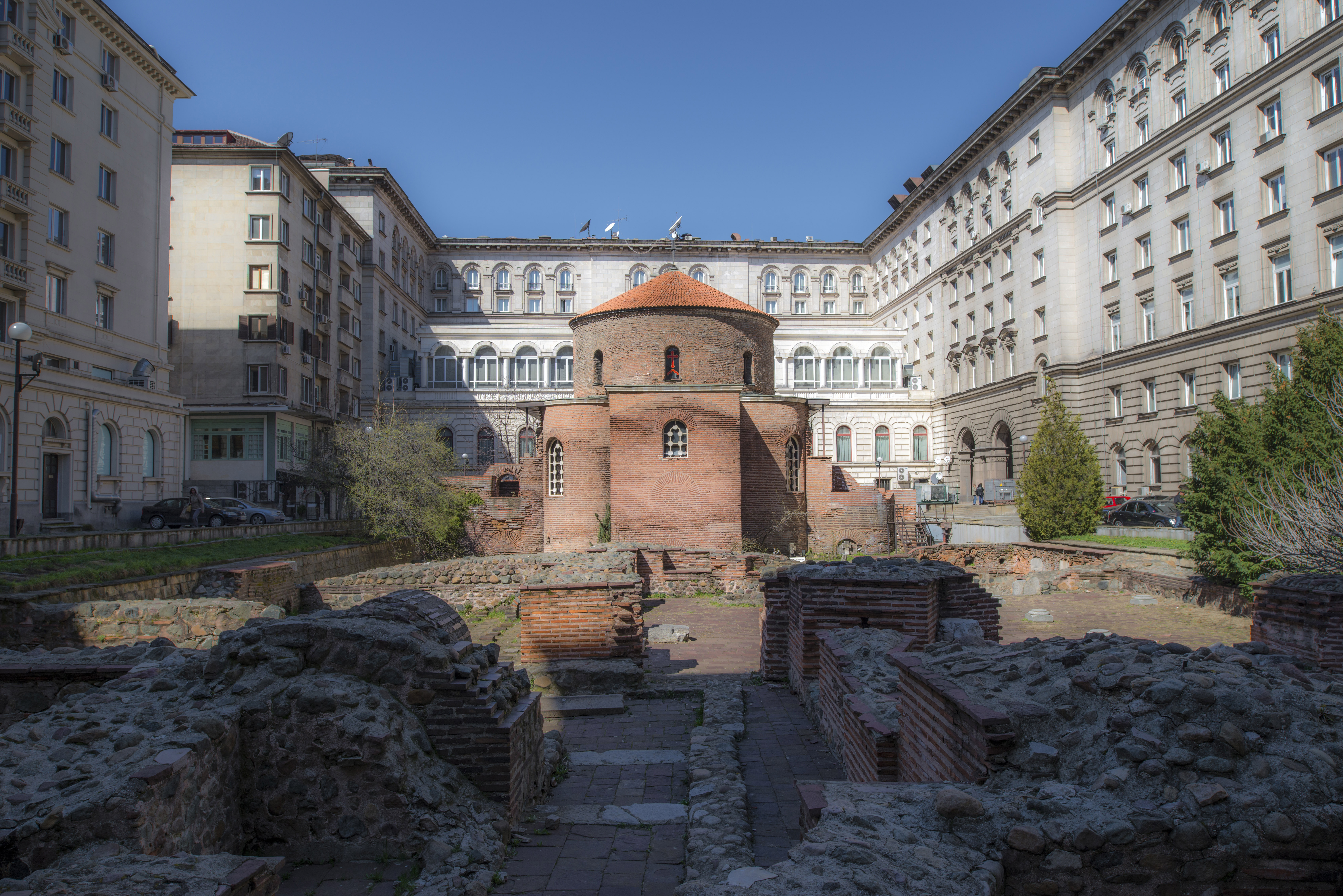
روتندا القديس جرجس في مدينة صوفيا؛ يعود البناء للقرن الرابع.

يعود أصول المجتمعات المسيحية المزدهرة والكنائس في البلقان في وقت مبكر من القرون الأولى. وفقًا للتقاليد المسيحيَّة دخلت المسيحية إلى الأراضي البلغاريَّة وبقية البلقان على يد أندراوس في القرن الأول الميلادي، وعندها تم تشكيل أول الطوائف المسيحية المُنظمة. مع بداية القرن الرابع الميلادي، أصبحت المسيحية الديانة السائدة في المنطقة. كانت مدن مثل سيرديكا (صوفيا)، وفيليبوبوليس (بلوفديف)، وأودسوس (فارنا) وأدريانوبل (أدرنة) مراكز هامة للمسيحيَّة في الإمبراطورية الرومانية.
أدَّت الغارات البربرية وعمليات التوغل في القرن الرابع والخامس والمستوطنات السلافية والبلغارية في القرنين السادس والقرن السابع إلى إلحاق أضرار جسيمة بالمنظمة الكنسيَّة للكنيسة المسيحية في الأراضي البلغارية، لكنها كانت بعيدة كل البعد عن تدميرها. وتم تعميد كوبرات وأورغانا معًا في القسطنطينية وبدأت المسيحية تُمهد طريقها بين مجتمعات البلغار. وبحلول منتصف القرن التاسع، كانت غالبية السلاف البلغاريين، وخاصًة أولئك الذين يعيشون في تراقيا ومقدونيا من المسيحييّن. ولم يتم تأسيس كيان بلغاري مستقل إلا بعد التبني الرسمي للمسيحية من قبل بوريس الأول إمبراطور بلغاريا في عام 865، حيث اعتقدت بوريس أن التقدم الثقافي وسيادة بلغاريا المسيحيَّة ومكانتها يُمكن أن يتحققا من خلال رجل دين «مستنير» تحكمه كنيسة مستقلة.
وتم التخلص من الدين الرسمي التقليدي للدولة وهو الديانة التنجريزية مع تنصير بلغاريا. وبما أنه دبلوماسي ماهر، نجح بوريس الأول في أن يستغل الصراع القائم بين بطريركية القسطنطينية والبابوية الكاثوليكية ليضمن وجود كنيسة بلغارية ذات أسقف رئيس خاص بها، ومن ثمَّ استطاع التعامل مع قلق النبلاء بشأن التدخل البيزنطي في شؤون بلغاريا الداخلية. ومنح بوريس الأول أتباع القديسين كيرلس وميثوديوس الملجأ وقدم لهم المساعدة في تأليف الأبجدية السلافية واللغة السلافية حينما تم نفيهم من مورافيا العظمى في 885م. وبعد تخليه عن العرش في 889م، حاول ابنه الأكبر ووريثه استعادة الدين الوثني، لكن قام بوريس الأول بخلعه. وخلال مجلس بريسلاف الذي تلا هذه الواقعة، تم استبدال رجال الدين البيزنطيين بآخرين بلغاريين، كما تم استبدال اللغة اليونانية باللغة السلافية القديمة باعتبارها اللغة الرسمية للكنيسة والدولة.

### العصور الوسطى

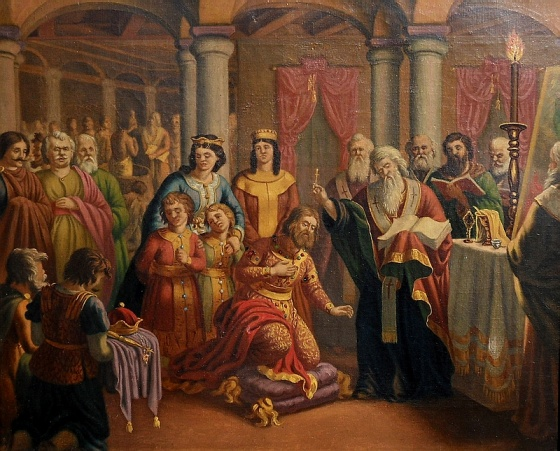
لوحة معمودية بلاط بريسلاف؛ بريشة نيكولاي بافلوفيتش.

بعد اعتماد الديانة المسيحية عام 864 أصبحت بلغاريا المركز الثقافي لأوروبا السلافية. وكان موقفها الثقافي الرائد معززًا لدعم اكتشاف الأبجدية الكيريلية في عاصمتها بريسلاف، وسرعان ما انتشر أدبها البارز في اللغة البلغارية القديمة إلى الأراضي الشمالية. وأصبحت اللغة البلغارية القديمة هي لغة التواصل المشترك في أوروبا الشرقية، التي أصبحت تُعرف باسم الكنيسة السلافية القديمة. وفي وقت لاحق وكرد فعل للتأثيرات البيزنطية على الكنيسة، ظهر تأثير الطوائف البوغوميلية في بلغاريا في منتصف القرن العاشر.
خلال عهد سيميون الأول ملك بلغاريا أصبحت الكنيسة البلغارية الأرثوذكسية المستقلة الجديدة البطريركية الأولى إلى جانب المجمع الخماسي للبطاركة وانتشرت ترجمات الغلاغوليستية البلغارية للنصوص المسيحية في العالم السلافي واعترفت بطريركية القسطنطينية المسكونية بالوضع الذاتي للكنيسة البلغارية الأرثوذكسية. وكانت البطريركية البلغارية أول كنيسة أرثوذكسية سلافية ذاتية الكم وقد سبقت بذلك استقلال الكنيسة الصربية الأرثوذكسية (1219) بحوالي 300 سنة، والكنيسة الروسية الأرثوذكسية (1596) بحوالي 600 عام. وكانت البطريركية البلغارية السادسة بعد روما، وبطريركية القسطنطينية المسكونية، والقدس، والإسكندرية وأنطاكية. وكان مقر البطريركية في العاصمة البلغارية الجديدة بريسلاف التي قيل أنها كانت تضاهي القسطنطينية. وكان من المحتمل أن يكون البطريرك قد أقام في مدينة سيليسترا، وهي مركز مسيحي قديم مشهور بشهدائه وتقاليدهم المسيحية. ساهم سيميون الأول ملك بلغاريا في تحويل البلاد إلى أقوى إمبراطورية معاصرة في أوروبا الشرقية. وقد مثلت فترة حكمه أيضًا ازدهارًا ثقافيًا وتنويريًا لا مثيل له واعتبرت بعد ذلك العصر الذهبي للثقافة البلغارية.
استعاد البيزنطيون قوتهم وكبدوا البلغاريين في عام 1014 خسائر فادحة تحت قيادة باسيل الثاني، وهزموهم هزيمة ساحقة في معركة كليديون. وبحلول عام 1018، استسلمت آخر القلاع البلغارية للإمبراطورية البيزنطيَّة ولم يعد هناك وجود للإمبراطورية البلغارية الأولى. اعترف الإمبراطور البيزنطي باسيل الثاني بالوضع الذاتي للكنيسة البلغارية الأرثوذكسية. وبموجب المواثيق الخاصة (المراسيم الملكية)، وضعت الحكومة البيزنطية حدود وأبرشيات وممتلكات وامتيازات الكنيسة البلغارية. وقد حرمت الكنيسة من لقبها البطريركي وانخفضت إلى رتبة مطرانية. على الرغم من أن أول رئيس أساقفة تم تعيينه جون ديبار كان بلغاري الإثنية، الا أن خلفائه، وكذلك كل رجال الدين في المراتب العليا، كانوا دائمًا بيزنطيين. غير أنه ظل الرهبان والكهنة العاديين المتزوجين من البلغار في الغالب. وإلى حد كبير حافظت الأسقفية على طابعها الوطني، وأبقت على الليتورجيا السلافية واستمر إسهامها في تطوير الأدب البلغاري. وظل مقام احتلال أسقفية أوخريد محترمًا خلال فترات الحكم البيزنطي والبلغاري والصربي والعثماني. وظلت الكنيسة موجودة حتى إلغائها في 1767. ولعب الأسقفية دورًا تاريخيًا وثقافيًا وروحيًا في حياة المسيحية البلغارية؛ وتعتبر اليوم مدينة أوخريد من المدن المقدسة لدى الكنيسة المقدونية الأرثوذكسية.

تصور إيفان أليكسندر وأسرته؛ من أعمال مدرسة تارنوفو الأدبية، وتعتبر المخطوطة واحدة من أهم المخطوطات من الثقافة البلغارية في العصور الوسطى.

ظهرت الإمبراطورية البلغارية الثانية في الفترة بين عامي 1185 و1396 (أو 1422). كوريثة للإمبراطورية البلغارية الأولى، ووصلت إلى ذروة قوتها تحت حكم كاليوان وإيفان إيسن الثاني. وحتى عام 1256، كانت الإمبراطورية البلغارية الثانية هي القوة المهيمنة في منطقة البلقان. هُزِم البيزنطيون في عدة معارك كبرى، وفي عام 1205 سحق إمبراطور كالويان الإمبراطورية اللاتينية التي أنشئت حديثًا في معركة أدرنة (1205). وتمكن ابن أخيه إيفان إيسن الثاني (1218-1241) من إلحاق الهزيمة بـإمارة إبيروس البيزنطية وأعاد بلغاريا قوة إقليمية ثانية. على الرغم من التأثير البيزنطي القوي، إلا أن الفنانين والمهندسين المعماريين البلغاريين تمكنوا من ابتكار أسلوبهم المتميز. وقد ازدهر الأدب والفن في القرن الرابع عشر وكانت هناك نسبة كبيرة من الشعب البلغاري تستطيع القراءة والكتابة.
أتخذ الأخوين إيفان آسين الأول وبيتر الثاني مبدأ بوريس الأول إمبراطور بلغاريا أنَّ سيادة الدولة مرتبطة ارتباطًا لا انفصام له بقدسية الكنيسة، وبالتالي اتخذ الأخوان على الفور خطوات لإستعادة البطريركية البلغارية. في البداية، أنشأوا أسقفية مستقلة في تارنوفو في 1186. واستغرق النضال من أجل جعل الأسقفية المعترف بها وفقا للترتيب الكنسي طريركية ما يقرب من خمسين عامًا. وفي عام 1203 أعلن البابا إينوسنت الثالث أن فاسيلي رئيس أساقفة ترانوفو «ائيس أساقفة كل بلغاريا وولاشيا». استمر الاتحاد مع الكنيسة الرومانية الكاثوليكية لأكثر من ثلاثة عقود.
وفي ظل حكم إيفان آسين الثاني (1218-1241)، تم وضع شروط لإنهاء الاتحاد مع روما والاعتراف بالحالة الذاتية للكنيسة البلغارية الأرثوذكسية. في 1235 عقد مجلس الكنيسة في بلدة لامبساكوس. برئاسة البطريرك جيرمانوس الثاني من القسطنطينية وبموافقة جميع البطريرك الشرقيين، أكد المجلس على أستقلالية الكنيسة الأرثوذكسية البلغارية ورفعت رتبة المطران البلغاري إلى بطريرك.
على الرغم من تقلص أبرشية بطريركية تارنوفو في نهاية القرن الثالث عشر، لكن ظل لدها سلطة في العالم الأرثوذكسي الشرقي. وكان بطريرك تارنوفو الذي أكد أستقلالية الكنيسة الصربية الأرثوذكسية في 1346، على الرغم من احتجاجات بطريركية القسطنطينية. وكان تحت جناح البطريركية مدرسة تارنوفو الأدبية التي نشأت في القرن الرابع عشر، وضمت كوكبة من العلماء والفقهاء أمثال البطريرك إفتيمي، وغريغوري تسامبلاك، وكونستانتين من كوستينيتس. وقد حظيت البطريركية بازدهار كبير في مجالات الأدب، والهندسة المعمارية، والرسم؛ كما وازدهر الأدب الديني واللاهوتي. بعد سقوط تارنوفو تحت حكم العثمانيين في عام 1393 تم إرسال البطريرك إفتيمي إلى المنفى، وكانت الأبرشية البلغارية تابعة لبطريركية القسطنطينية. وقد تمكن المركز الديني البلغاري الآخر؛ أسقفية أوهريد من البقاء لعدة قرون أكثر حتى 1767، وأضحى معقل الإيمان والتقوى الأرثوذكسية. وتعرضت بعض المدن البلغاريّة بما في ذلك العاصمة إلى غزوات من قبل العثمانيين في أواخر القرن الرابع عشر وأوائل القرن الخامس عشر، ما أدى إلى إعلان سقوط الإمبراطورية. وقد خلفتها إمارة بلغاريا في عام 1878.

### الحكم العثماني

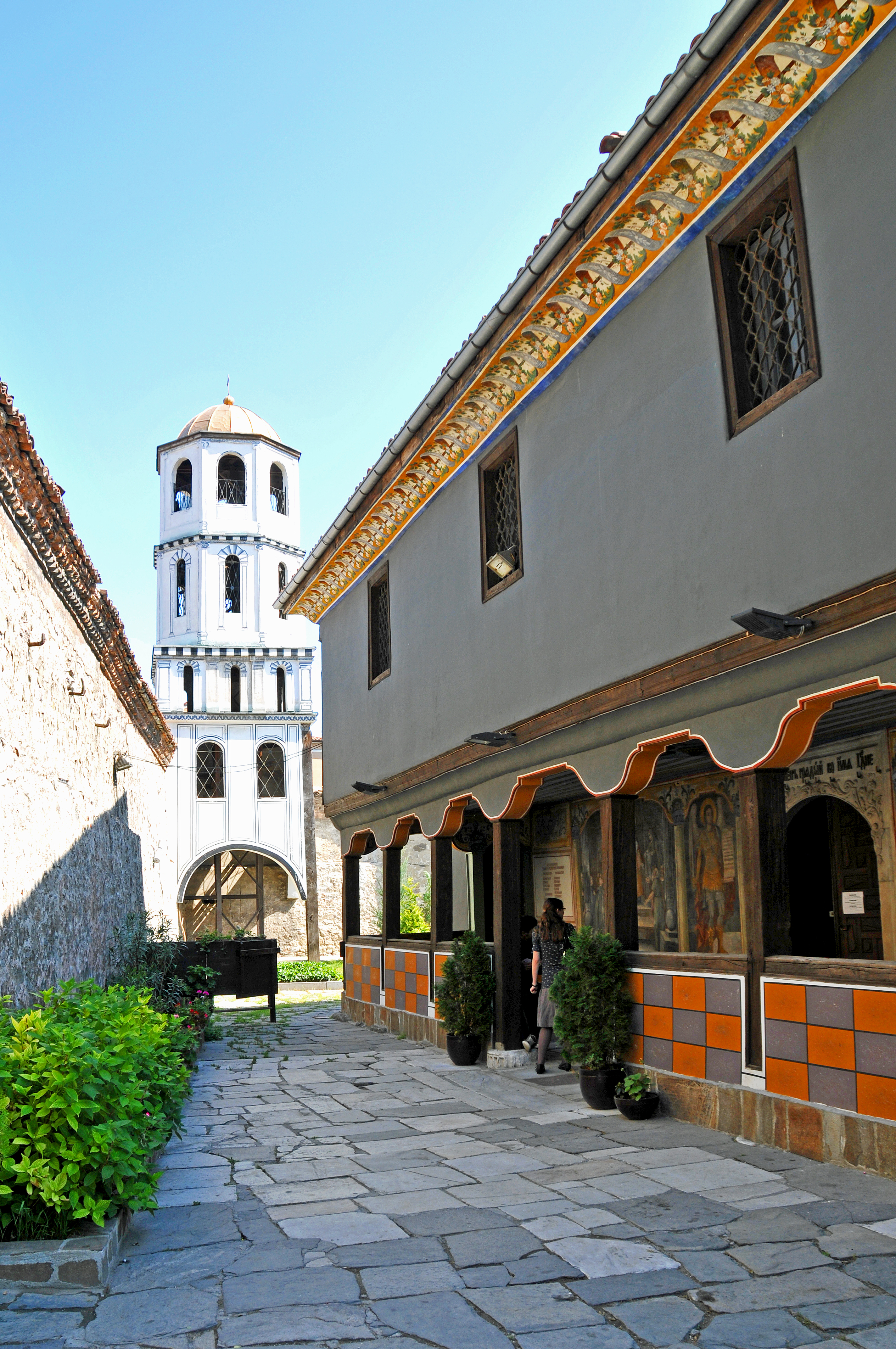
كنيسة القديسيين قسطنطين وهيلانه في بلوفديف.

بعد الغزو العثماني للبلاد سمح العثمانيون لليهود والمسيحيين أن يمارسوا شعائرهم الدينية بحرية تحت حماية الدولة، وفقًا لما تنص عليه الشريعة الإسلامية، وبهذا فإن أهل الكتاب من غير المسلمين كانوا يعتبرون رعايا عثمانيين لكن دون أن يُطبق عليهم قانون الدولة، أي أحكام الشريعة الإسلامية، وفرض العثمانيون، كجميع الدول الإسلامية من قبلهم، الجزية على الرعايا غير المسلمين مقابل إعفائهم من الخدمة في الجيش.
وكانت الكنائس المسيحيين تُطبق قانون جستنيان في مسائل الأحوال الشخصية. خصّ العثمانيون المسيحيين الأرثوذكس الفناريين بعدد من الامتيازات في مجاليّ السياسة والتجارة، وكانت هذه في بعض الأحيان بسبب ولاء الأرثوذكسيين للدولة العثمانية. وكان للفناريين تأثير وسلطة على الكنيسة البلغارية الأرثوذكسية.
وخلال الحكم العثماني تم القضاء على النبلاء والفلاحين، وفر الكثير من رجال الدين المتعلمين إلى بلدان أخرى. في ظل النظام العثماني، أعتبر المسيحيون فئة أدنى من الناس. وتم تدمير عدد كبير من الكنائس والأديرة البلغارية جنوب الدانوب، بما في ذلك كنيسة كاتدرائية الصعود المقدس في تارنوفو، وتم تحويل بعضها إلى مساجد. وقتل العديد من رجال الدين، في حين فر المثقفين المرتبطين بالمدرسة الأدبية في تارنوفو إلى شمال نهر الدانوب، وواصل البويار البلغاريين الحكم في والاشيا المجاورة. وتعرض البلغاريين، مثلهم مثل المسيحيين الآخرين، لضرائب ثقيلة، وإلى سياسة الأسلمة. وتعرضت العديد من المناطق والمدن الكبرى تقريبًا في المقاطعات البلغارية التابعة للدولة العثمانية إلى حملات اعتناق قسري للإسلام في وقت مبكر من السنوات الأولى بعد السيطرة العثمانية، ومن بين الرجال الدين المسيحيين الذي قُتلوا بسبب رفضهم اعتناق الإسلام كل من جورج كاراتوفو (المتوفى عام 1515)، ونيكولاس من صوفيا (المتوفى عام 1515)، وفيساريون سموليان (المتوفى عام 1670)، وداماسكين غابروفو (توفي عام 1771)، وزلاتا من موغلين (توفي عام 1795)، ويُوحنا البلغاري (توفي عام 1814)، وأغناطيوس من ستارا زاغورا (توفي عام 1814)، وأونوفري من غابروفو (توفي عام 1818) والذين أطلقت عليهم الكنيسة البلغارية الأرثوذكسية بالشهداء لكونهم لقيوا حتفهم دفاعا عن إيمانهم.
بعد أن أعدم العديد من قيادة الكنيسة البلغارية الأرثوذكسية، أصحبت الكنيسة خاضعة تمامًا لسلطة بطريرك القسطنطينية ولسلطة الفناريين، وهم هم أبناء عائلات يونانية أرستقراطية سكنت في حي الفنار في عاصمة الدولة العثمانية وكان الحي مقر بطريركية القسطنطينية المسكونية. كما تم استبدال رجال الدين الكنيسة البلغارية باليونانيين في بداية الهيمنة العثمانية، ومع صعود القومية اليونانية في النصف الثاني من القرن الثامن عشر، فرض رجال الدين اللغة اليونانية والوعي اليوناني على البرجوازية البلغارية الناشئة. وأصبحت بطريركية القسطنطينية أداة لإستيعاب الشعوب الأخرى. في نهاية القرن الثامن عشر وبداية القرن التاسع عشر، افتتح رجال الدين العديد من المدارس مناهج اللغة اليونانية من جميع النواحي وحظرت تقريبًا الليتورجيا البلغارية.

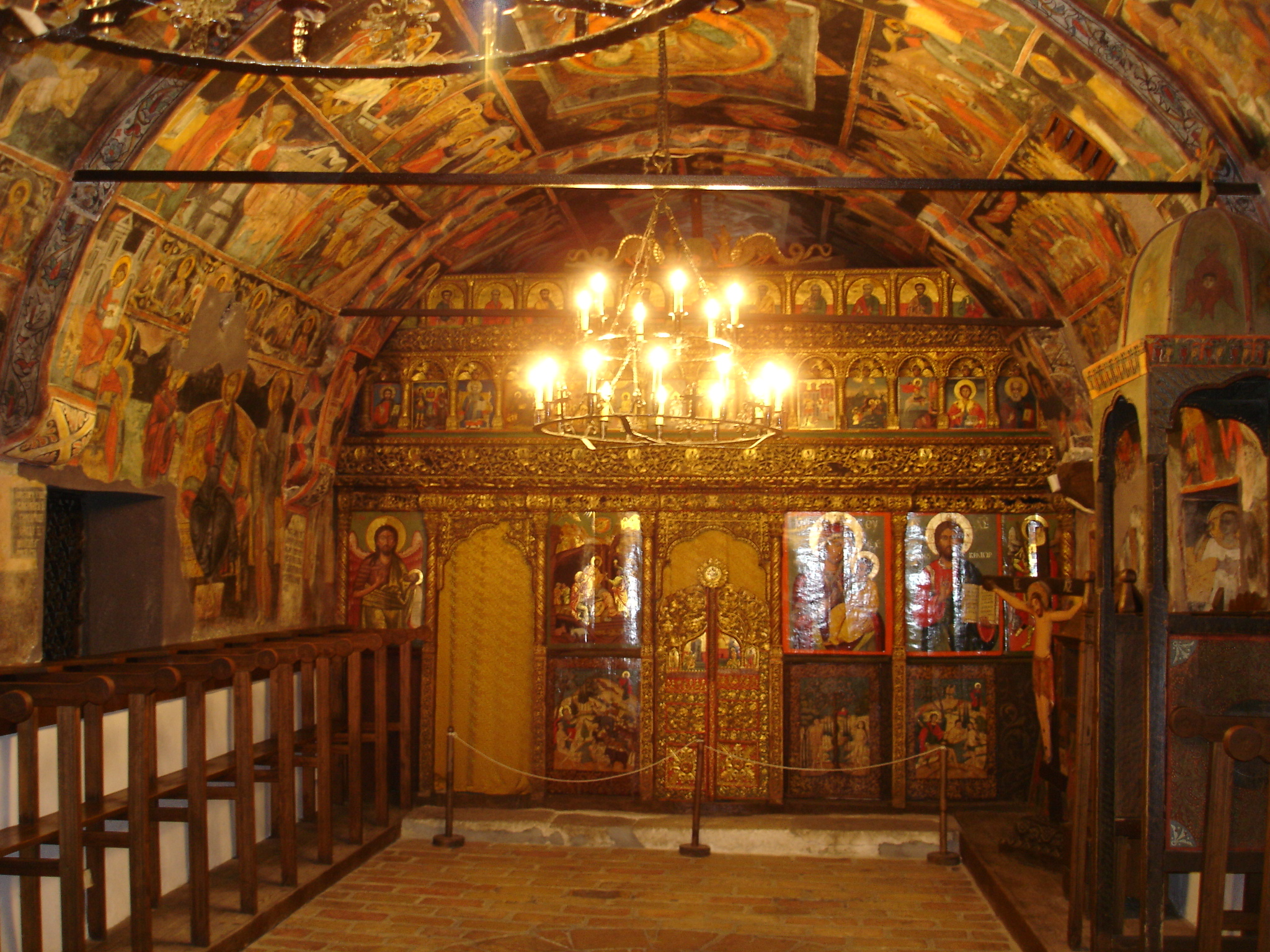
كنيسة بلغاريَّة تعود للقرن السابع؛ لعبت الكنيسة دور بارز في الحفاظ على اللغة البلغارية والوعي الوطني البلغاري خلال الحكم العثماني.

لعبت الأديرة دور بارز في الحفاظ على اللغة البلغارية والوعي الوطني البلغاري على مر القرون من الهيمنة العثمانية. وتمكن الرهبان من الحفاظ على طابعهم الوطني في الأديرة، وعلى التقاليد المستمرة للطقوس السلافية والأدب البلغاري. ومن بين الأديرة الأرثوذكسية التي لعبت دوراً في تطوير الثقافة البلغارية كل من دير ريلا ودير إتروبول ودير ترويان ودير دريانوفو. وواصل الرهبان التعليم في مدارس الأديرة ونفذوا أنشطة تعليمية أخرى، تمكنت من إبقاء شعلة الثقافة البلغارية. وفقد معظم السكان المحليين تدريجيًا وعيهم الوطني المتميز، وحددوا كمسيحيين. كذلك تواجد المجتمع الكاثوليكي مسلح في الجزء الشمالي الغربي من البلاد.
أثار ظهور القومية في القرن التاسع عشر معارضة لهيمنة اليونانية على الكنيسة، وخلال هذا القرن كانت هناك ثلاث حركات قومية رئيسية في الأراضي البلغارية المأهولة، وكانت على صلة بالتحرر الوطني ضد بطريركية القسطنطينية التي يهيمن عليها اليونانيين وبسبب تأثيرها المؤيد لليونان مقابل السكان السلافيين الذين يعيشون في الأراضي التراقية والمقدونية. وفي عقد 1850 عندما بدأ البلغار صراعًا هادفًا ضد رجال الدين اليونانيين في عدد من الأسقفيات، مطالبين باستبدالهم بالبلغار. بحلول ذلك الوقت، كان معظم رجال الدين البلغار قد أدركوا أن النضال الإضافي من أجل حقوق البلغار في الدولة العثمانية لم يكن من الممكن أن ينجح ما لم يتمكنوا من الحصول على قدر من الاستقلال الذاتي من بطريركية القسطنطينية المسكونية. كما حدد العثمانيون القومية مع الدين، وكان البلغار على مذهب الأرثوذكسيَّة الشرقيَّة، واعتبرهم العثمانيين جزء من الملة الرومية، أي ضمن قيادة اليونانيين. وللحصول على المدارس والطقوس البلغارية، كان على البلغار تحقيق منظمة كنسية مستقلة. وبالتالي تم تشكيل الكنيسة البلغارية اليونانية الكاثوليكية، وهي كنيسة بيزنطية شرقية متحدة مع روما، كجزء من نضال الكنيسة البلغارية من أجل مواجهة تأثير بطريرك القسطنطينية، وأنضم في البداية إلى الكنيسة نحو 60,000 شخص، ونمت الجماعة بشكل ملحوظ في مدينة بلوفديف، ولكن نتيجة لإنشاء الإكسرخسية البلغارية في عام 1870، عاد ثلاثة أرباع هؤلاء على الأقل إلى الأرثوذكسية بحلول نهاية القرن التاسع عشر.

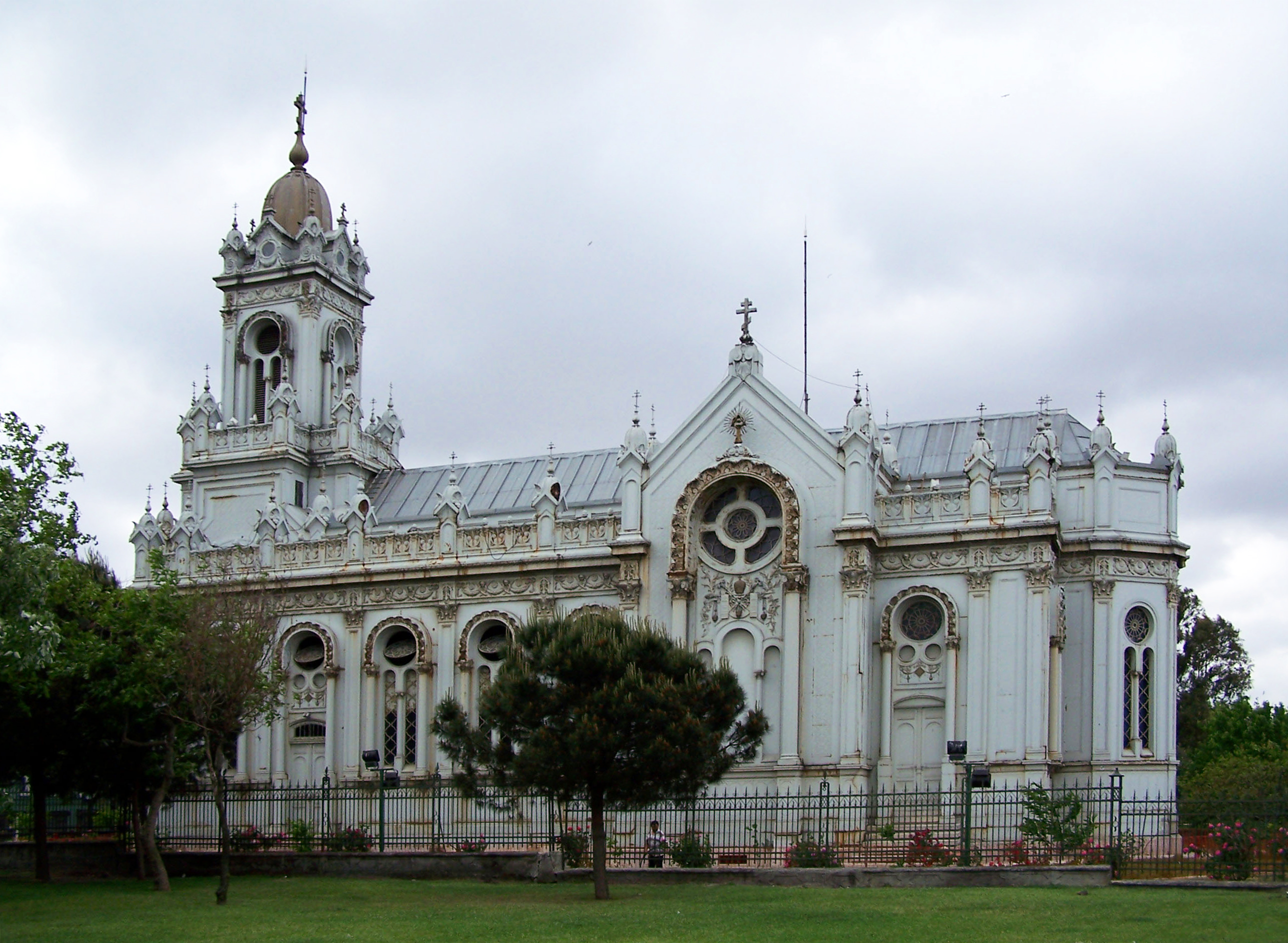
كنيسة القديس إسطفان البلغارية في بلاط؛ إسطنبول.

خلال الحكم العثماني تواجدت جالية بلغارية في العاصمة الأسِتانة أو إسطنبول، كان في معظهم من الحرفيين والتجّار. خلال النهضة الوطنية البلغارية، كانت إسطنبول مركزًا رئيسيًا للصحافة البلغارية والتنوير. وشهدت المسيحية في بلغاريا نهضة روحية وثقافية لتصبح أكثر تنظيمًا وثراءً وتعليمًا، وتم اعتماد اللغة البلغارية في الطقوس الدينية من جديد، وأصبح كوادر الكنيسة البلغارية من البلغار في معظمه. وأعاد العثمانيون إنشاء في الكنيسة البلغارية الأرثوذكسية أو الإكسرخسية البلغارية في 28 فبراير 1870 من خلال فرمان، بعد أن كانت قد حُلّت سابقًا ودُمجت في جسم كنيسة الروم الأرثوذكس. أدى بعد إنشاء الإكسرخسية البلغارية إلى انشقاق في صفوف الأرثوذكس البلغار وقد صوت المسيحيين في أسقفية سكوبيه وأوخريد في عام 1874 لصالح الانضمام إلى الإكسرخسية البلغارية، وهكذا، فإن حدود الإكسرخسية شملت جميع المناطق البلغارية في الدولة العثمانية. وحظيت بالاعتراف بها من قِبل بطريرك القسطنطينية في عام 1945، وأنضوت إلى مظلة البطريركية البلغارية في عام 1953. تم تعيين أنتيم الأول كأول أسقف للإكسرخسية البلغارية، وتم انتخابه من قبل المجمع المقدس للإكسرخسية البلغارية في فبراير من عام 1872، والذي مباشرةً بعد اندلاع الحرب الروسية العثمانيَّة في 24 أبريل من عام 1877، تم نفيه إلى المنفى في أنقرة. وتمكن خليفته جوزيف الأول من تطوير وتوسيع شبكة الكنيسة والمدرسة الخاصة بها بشكل كبير في الإمارة البلغاريَّة، والروملي الشرقية، ومقدونيا، وولاية آدرنه. بعد الحرب العالمية الأولى، وبحكم معاهدات السلام، حُرمت الإكسرخسية البلغارية من أبرشياتها في مقدونيا وتراقيا إيجة. ونقل الأسقف جوزيف الأول مكاتبه من إسطنبول إلى صوفيا في وقت مبكر من عام 1913. وبعد وفاة الأسقف جوزيف الأول في عام 1915، لم يكن وضع الكنيسة البلغارية الأرثوذكسية يسمح لها بانتخاب رئيسها المنتظم لمدة ثلاثة عقود.

### العصور الحديثة

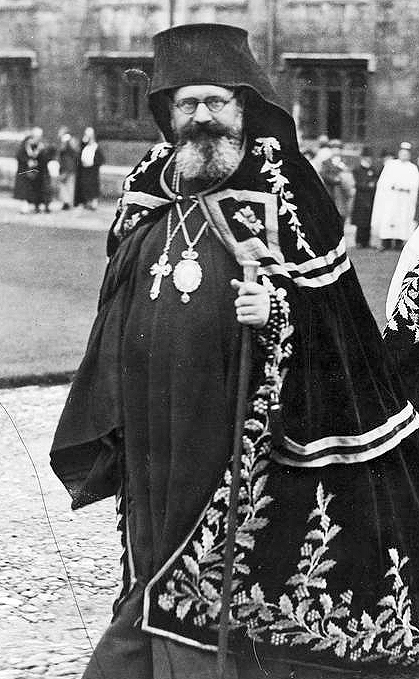
ستيفان الأول بطريرك بلغاريا؛ ساهم بنشاط في إنقاذ اليهود البلغار خلال الحرب العالمية الثانية.

أستقلت مملكة بلغاريا من الإمبراطورية العثمانية في 5 أكتوبر 1908 حيث أعلنت إمارة بلغاريا التابعة للعثمانيين استقلالها لينصب فرديناند الأول نفسه ملكًا على بلغاريا. وقام فرديناند الأول ملك بلغاريا الكاثوليكي المذهب بتعميد أبنه بوريس الثالث ملك بلغاريا حسب الطقوس الأرثوذكسية الشرقيَّة؛ وهي خطوة عارضتها زوجته ماريا لويز دي بوربون-بارما، وأقاربه النمساويين الكاثوليك (خاصًة عمه فرانتس يوزف الأول) وهو ما أدى حرمانه من قبل الكنيسة الكاثوليكية. وقام بوريس الثالث ملك بلغاريا بخطوة أثارت جدل في المجتمع البلغاري، حيث تزوج جيوفانا من إيطاليا في بازيليك القديس فرنسيس الأسيزي بـمدينة أسيزي في أكتوبر 1930، في حفل حسب الطقوس الكاثوليكية وحضره الديكتاتور الإيطالي بينيتو موسوليني، أعتبر البلغار هذا الزواج مقبول، حيث كانت والدتها إلينا جزئياً من العرق السلافي، وأيضًا أقيم حفل ثان في صوفيا، للزواج من جيوفانا (ولدت لأب كاثوليكي وأم أرثوذكسية) بحسب طقوس الكنيسة الأرثوذكسيَّة الشرقيَّة. خلال الهولوكوست قامت الكنيسة البلغارية الأرثوذكسية بمساعدة النازحين اليهود أو على الهرب خلال الحرب العالمية الثانية، وقد رفضت الكنيسة إرسال اليهود إلى مخيمات الإبادة. وساهم استيفان الأول بطريرك بلغاريا بنشاط في إنقاذ اليهود البلغار خلال الحرب العالمية الثانية.
في الحرب العالمية الثانية احتلت القوات السوفياتية بلغاريا عام 1944 وأُعلن قيام الجمهورية الشعبية عام 1946، وأصبحت بذلك رويدًا رويداً إحدى دول الكتلة الشيوعية لغاية التسعينات من القرن العشرين. قمعت السلطات الشيوعية واضطهدت مختلف أشكال المسيحية بدرجات مختلفة ة تبعاً لحقبة محددة. إن السياسة السوفياتية المعتمدة على الأيديولوجية الماركسية اللينينة، جعلت الإلحاد المذهب الرسمي للجمهورية، وقد دعت الماركسية اللينينية باستمرار السيطرة والقمع، والقضاء على المعتقدات الدينية. دمرت الكنائس والمساجد والمعابد، سَخِرت من القيادات الدينينة وعرضتهم للمضايقات ونفذت بهم أحكام الإعدام، وأغرقت المدارس ووسائل الإعلام بتعاليم الإلحاد، وبشكل عام روجت للإلحاد على أنه الحقيقة التي يجب على المجتمع تقبلها. وأزال الشيوعيين دراسة التعليم المسيحي وتاريخ الكنيسة من المناهج المدرسية. وبين عام 1947 إلى عام 1949 كانت ذروة الحملة لترويع الكنيسة، حيث اغتيل الأسقف بوريس رئيس دير ريلا، وسجن وقتل العديد من رجال الدين الآخرين أو اتهموا بارتكاب جرائم ضد الدولة.
عام 1967 وقع انشقاق بين الكنيسة الصربية والمقدونية، على إثره أعلنت الكنيسة المقدونية الأرثوذكسية استقلالها، ولكنها لم تلق اعترافًا بقانونيتها وشرعيتها من المجمع الأرثوذكسي المقدس. وعام 2002 وبعد فشل المفاوضات لإعادة الوحدة بين الكنيستين قامت البطريركية الصربية بتشكيل أسقفية جديدة في جمهورية مقدونيا يرأسها الأسقف جوفان والذي كان سابقا أسقفًا مقدونيًا خرج عن الكنيسة المقدونية الأرثوذكسية. لم تعترف الكنيسة البلغارية الأرثوذكسية بإستقلال الكنيسة المقدونية الأرثوذكسية.
بعد سقوط الاتحاد السوفياتي واستقلال بلغاريا؛ تم إلغاء التشريع المناهض للأديان ونص الدستور على ضمان حرية الدين، والفصل بين الكنيسة والدولة، والحقوق الفردية لخصوصية العقيدة والدين؛ عرفت الكنيسة الأرثوذكسية نهضة قوية في بلغاريا حيث عادت لتشكل رباطًا للهوية الوطنية شاغلة الفراغ الذي خلّفه سقوط الإيديولوجية الشيوعية، حيث عاد إليها الملايين من البلغار يظهر ذلك في العودة للدين والتردد على الكنائس والصلوات وأضحت الكنيسة مؤسسة روحية نافذة في البلاد. وفقًا لإحصائية مركز بيو للأبحاث بعد تفكك الاتحاد السوفيتي، ارتفعت نسبة الانتماء إلى الكنيسة الأرثوذكسية الشرقية بشكل كبير، حيث أعلن حوالي 75% من سكان بلغاريا في عام 2015 أنهم أرثوذكس شرقيين، وذلك بالمقارنة مع عام 1991 حيث كان حوالي 59% من سكان بلغاريا أرثوذكس شرقيين. يعد المسيحيين الجماعة الدينيَّة الأكثر تعلمًا في بلغاريا حيث وفقًا لدراسة قامت بها مركز بيو للأبحاث عام 2016 تحت اسم الدين والتعليم حول العالم حوالي 28% من المسيحيين البلغار حاصلين على تعليم عال ومن حملة الشهادات الجامعيَّة، بالمقارنة مع 22% من اللادينيين وحوالي 5% من المُسلمين في بلغاريا. وفقاً لمركز بيو تربى نحو 78% من سكان بلغاريا على المسيحية، بينما يعتبر 80% من السكان أنفسهم مسيحيين في عام 2017، أي بزيادة بنسبة 2% يعرفون عن أنفسهم كمسيحيين اليوم.

## الطوائف المسيحية

### الأرثوذكسية الشرقية

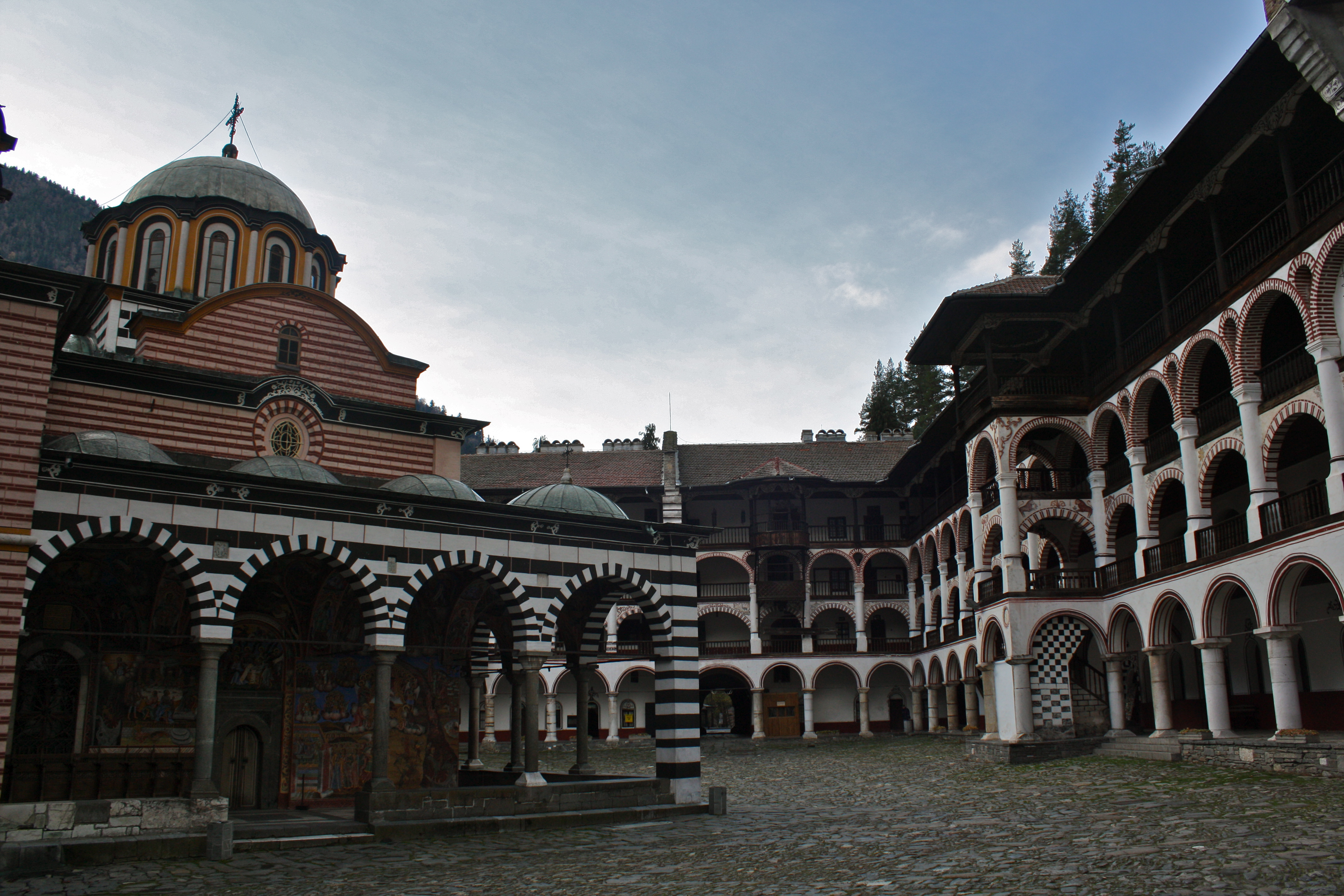
دير ريلا؛ أصّبَح الدير من مواقع التراث العالمي لليونيسكو سنة 1983. ويُعد من المَعالم الثقافية والتاريخية والمِعمارية الأهم في بلغاريا.

الكنيسة البلغارية الأرثوذكسية (بالبلغارية: Българска православна църква) هي كنيسة أرثوذكسية شرقية وطنية في بلغاريا، وتُعتبر الكنيسة القومية للشعب البلغاري. وتعتبر من أقدم الكنائس السلافية في العالم. حسب التقاليد الكنسيَّة وصلت المسيحية لبلغاريا والبلقان بفضل العمل التبشيري لبولس الرسول في القرن الأول. وتدريجيا أصبحت الديانة السائدة في صوفيا وفيليبوبوليس وأدريانوبل والتي كانت جميعها مدن تابعة للإمبراطورية الرومانية. وعام 864 انتشرت المسيحية في كل أرجاء بلغاريا وأصبحت ديانة البلاد الرسمية على يد حاكمها بوريس الأول وذلك بمساعدة المبشرين اليونانيين الأخوين كيرلس وميثوديوس. وكانت خلافات كثيرة قد نشبت بين الكنيسة في روما ونظيرتها في القسطنطينية لضم بلغاريا إلى منطقة نفوذهم الكنسي ورجحت كفتها أخيراً للقسطنطينية. وأدى صعود الإمبراطورية البلغارية الأولى إلى حصول الكنيسة البلغارية الأرثوذكسية على الاستقلال الذاتي في عام 919، لتصبح أول بطريركية بين الكنائس الأرثوذكسية السلافية وقد أثرت بشكل كبير على بقية العالم الأرثوذكسي السلافي من خلال نشاطها الأدبي والثقافي الغني في العصور الوسطى وكذلك من خلال اختراع الألفبائية الكيريلية. خلال الحقبة العثمانية أصحبت الكنيسة خاضعة تمامًا لسلطة بطريرك القسطنطينية ولسلطة الفناريين.
في عام 1945 أصبحت الكنيسة مستقلة، لتصبح بطريركية في عام 1953، وتوالى على رعايتها البطريرك كيرلوس بين عام 1953 حتى عام 1971، والبطريرك مكسيموس منذ عام 1971 وما زال. وتتكون الكنيسة البلغارية اليوم مما يقارب الـستة وعشرين أسقفية موزعة في بلغاريا وخارجها، ولديها ألفين كاهن أغلبهم متزوجين، ويتبع لها 123 ديراً ويقدر عدد أتباعها بين ثمانية إلى عشرة ملايين فرد أغلبهم من العرقية البلغارية فضلًا عن 5,425 نسمة من الأتراك الأرثوذكس، في عام 2001 عاش حوالي 6.5 مليون شخص من أتباع الكنيسة البلغارية الأرثوذكسية في الجمهورية البلغاريَّة وحوالي 1.5 مليون إلى مليونَي نسمة خارج بلغاريا.

### الكاثوليكية

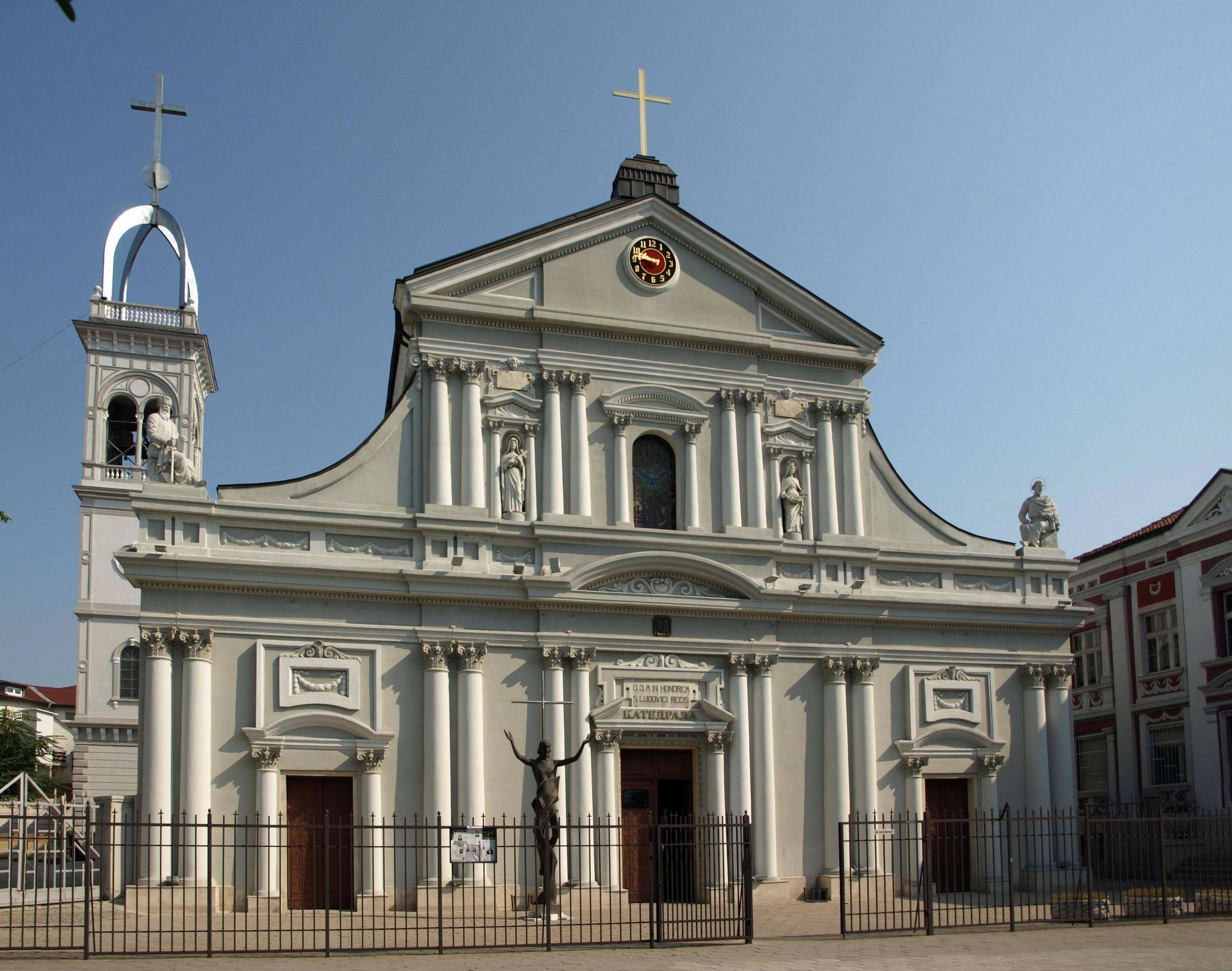
كنيسة القديس لويس الكاثوليكية في بلوفديف.

الكنيسة الكاثوليكية الصربيّة هي جزء من الكنيسة الكاثوليكية العالمية في ظل القيادة الروحية للبابا في روما. وبحسب التعداد السكاني عام 2011 كان حوالي 0.8% من سكان البلاد من أتباع الكنيسة الكاثوليكية، ووصلت أعدادهم إلى حوالي 48,945 نسمة. وشهدت أعداد الكاثوليك زيادة بالمقانة مع 43,811 نسمة في التعداد السابق لعام 2001. وكانت الغالبية العظمى من الكاثوليك في بلغاريا في عام 2001 من العرقية البلغارية والباقي ينتمون إلى عدد من الجماعات العرقية الأخرى مثل الكروات والطليان والعرب والألمان. ويقطن الجزء الأكبر من السكان من الرومان الكاثوليك في مقاطعة بلوفديف وسفيشتوف، وكذلك في بعض القرى في شمال بلغاريا. ومعظمهم من نسل الطائفة المسيحية البوليانيين، والذين اعتنقوا المذهب الكاثوليكي في القرنين السادس عشر والسابع عشر. وأكبر مدينة بلغارية كاثوليكية هي راكوفسكي في مقاطعة بلوفديف. وإلى جانب البلغار عرقيًا، هناك تواجد بين الرومان الكاثوليك من العرقية التركية (حوالي 2,561 نسمة) ومن الأجانب. وتم تشكيل الكنيسة البلغارية اليونانية الكاثوليكية، وهي كنيسة بيزنطية شرقية متحدة مع روما، في القرن التاسع عشر كجزء من نضال الكنيسة البلغارية من أجل مواجهة تأثير بطريرك القسطنطينية، وتصل أعدادهم اليوم إلى 10,000.
تعود جذور الكنيسة الرومانية الكاثوليكية في بلغاريا إلى العصور الوسطى. وقد انتشرت بين البلغار عن طريق المبشرين والتجار في المدن الكبرى. وحاول المبشرون الكاثوليك أولاً تحويل البلغار خلال عهد بوريس الأول إمبراطور بلغاريا في منتصف القرن التاسع، لكن محاولتهم باءت في الفشل، حيث تحول بوريس الأول والبلغار إلى المسيحية الشرقية. في عام 1204، شكل القيصر البلويان (1197-1207) اتحادًا قصير الأجل بين الكنيسة الكاثوليكية والكنيسة البلغارية الأرثوذكسية كتكتيك سياسي لموازنة القوة الدينية للإمبراطورية البيزنطية. انتهى الاتحاد عندما تم تأسيس البطريركية البلغارية في عام 1235 خلال مجمع لامبساكوس. وجدد المبشرون الكاثوليك اهتمامهم ببلغاريا خلال القرن السادس عشر، بعد مجمع ترنت، عندما ساعدهم التجار من دوبروفنيك الواقعة على البحر الأدرياتيكي. في القرن التالي، قام المبشرون الكاثوليك بتحويل معظم البيلكانيون، وهي طائفة مسيحية إلى الكاثوليكية. اعتقد الكثيرون أن هذا التحول سيجلب المساعدات من أوروبا الغربية لتحرير بلغاريا من الدولة العثمانية. وبحلول عام 1700، بدأ العثمانيون في اضطهاد الكاثوليك ومنع رعاياهم الأرثوذكس من التحول.
بعد أن أصبحت بلغاريا مستقلة، حاولت الكنيسة الكاثوليكية زيادة نفوذها من خلال فتح المدارس والكليات والمستشفيات في جميع أنحاء البلاد، وقامت بقديم المنح الدراسية للطلاب الذين يرغبون في الدراسة في الخارج. كان فرديناند الأول ملك بلغاريا كاثوليكيًا ودعم الفاتيكان في هذه الجهود. لعب أنجيلو جيوسيبي رونكالي، الذي أصبح فيما بعد البابا يوحنا الثالث والعشرون، دورًا رائدًا في إنشاء المؤسسات الكاثوليكية في بلغاريا وفي إقامة علاقات دبلوماسية بين بلغاريا والفاتيكان في عام 1925. وكانت الحقبة الشيوعية فترة اضطهاد كبير للكاثوليك، وفي ظل الأنظمة الشيوعية اتُهم الكهنة الكاثوليك باتباع أوامر الفاتيكان للقيام بأنشطة معادية للمجتمع ومساعدة أحزاب المعارضة. في عام 1949، مُنع الكهنة الأجانب من التبشير في بلغاري ، كما مُنعت الكنيسة الكاثوليكية من العودة إلى بلغاريا. قطعت العلاقات بين الفاتيكان وبلغاريا في ذلك الوقت. وخلال «المحاكمات الكاثوليكية» بين عام 1951 وعام 1952، أدين ستون كاهناً للعمل في وكالات الاستخبارات الغربية وجمع الاستخبارات السياسية والاقتصادية والعسكرية للغرب. وفي أوائل عقد 1950، تمت مصادرة ممتلكات الرعايا الكاثوليك ، وتم إغلاق جميع المدارس والكليات والنوادي الكاثوليكية، وحُرمت الكنيسة الكاثوليكية من وضعها القانوني. بعد سقوط نظام تودور جيفكوف في عام 1989 أصبح الكاثوليك في بلغاريا يتمتعون بمزيد من الحرية الدينية. وأعادت بلغاريا إقامة علاقات مع الفاتيكان في عام 1990، ودعت الحكومة البلغارية البابا يوحنا بولس الثاني لزيارة بلغاريا. تمت الزيارة في الفترة من 23 إلى 26 مايو عام 2002 وكانت أول زيارة يقوم بها بابا كاثوليكي إلى البلاد. وفي مايو عام 2019 قام البابا فرنسيس بزيارة إلى بلغاريا، والتقى خلال الزيارة بقادة الكنيسة الأرثوذكسية الشرقية.

### البروتستانتية

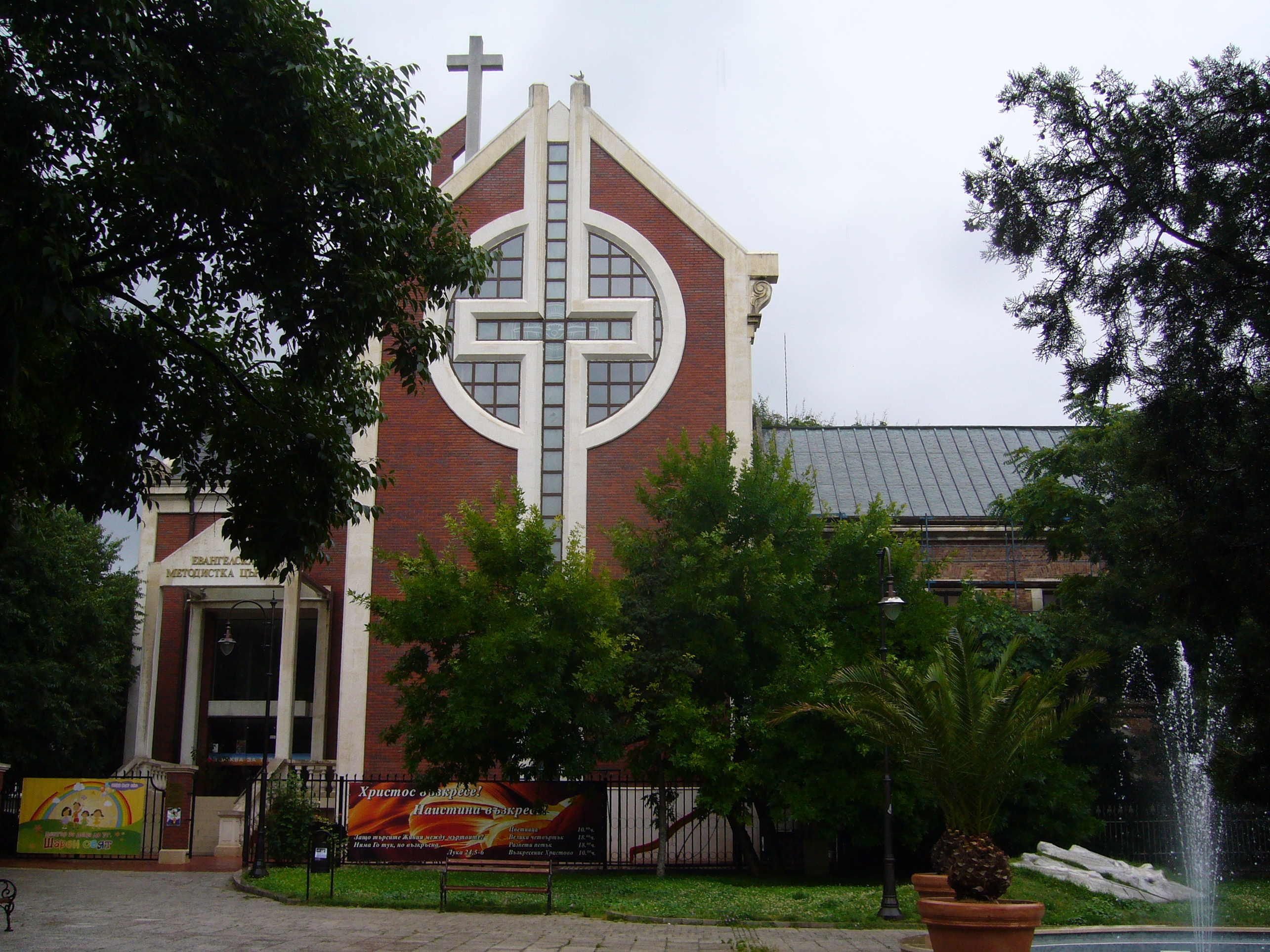
الكاتدرائية الميثودية الإنجيلية في فارنا.

البروتستانتية هي ثالث أكبر تجمع ديني في بلغاريا بعد الأرثوذكسية الشرقية والإسلام. في إحصاء عام 2011، قال حوالي 64,476 مواطن أنهم بروتستانت من مختلف الطوائف، وشهدت الأعداد زيادة من 42,308 في التعداد السابق في عام 2001 ومن 21,878 في عام 1992. اليوم البروتستانتية تنمو بسرعة، وقد تضاعف أعداد البروتستانت بشكل خاص من العام 1991 إلى 2001. ونصف البروتستانت في بلغاريا من عرقية الروما أو الغجر، في حين أن النصف الآخر هو من البلغار عرقيًا، فضلًا عن 2,066 نسمة من العرقية التركية. في عام 2001، كانت أكبر مجموعة عرقية بين البروتستانت في بلغاريا هي البلغار والغجر والتي تضم كل واحدة منها حوالي 25,000 عضو. وفقًا لدراسة المؤمنون في المسيح من خلفية مسلمة: إحصاء عالمي وهي دراسة أجريت من قبل جامعة سانت ماري الأمريكيّة في تكساس سنة 2015 وجدت أن عدد المسلمين في بلغاريا المتحولين للديانة المسيحية يبلغ حوالي 45,000 شخص. الغالبية العظمى منهم تحولت للمسيحية على المذهب الإنجيلي.
وصلت البروتستانتية بمختلف أشكالها في القرن التاسع عشر عن طريق المبشرين، القادمين أساسًا من الولايات المتحدة خلال منتصف فترة النهضة الوطنية البلغارية. وقسمت الكنيسة الميثودية والأبرشانية مناطق نفوذهم. حيث سادت الميثودية بين البروتستانت في شمال بلغاريا بينما سادت الأبرشانية في الجنوب. في عام 1875، اتحدت الطوائف البروتستانتية في مظلة الجمعية الخيرية الإنجيلية البلغارية، والتي أصبحت فيما بعد اتحاد الكنائس الإنجيلية في بلغاريا. إلى جانب إنشاء الكنائس، أنشأ البروتستانت المدارس والعيادات ونوادي الشباب، وقاموا بتوزيع نسخ من الكتاب المقدس ومنشوراتهم الدينية باللغة البلغارية. وأنتج اتحاد الكنائس الإنجيلية ترجمة الكتاب المقدس بأكمله إلى اللغة البلغارية المعاصرة في عام 1871 من قبل كلية روبرت غير الطائفية في القسطنطينية، والتي درس فيها العديد من القادة البلغار في فترة ما بعد الاستقلال. بعد الاستقلال في عام 1878، اكتسب البروتستانت تأثير اجتماعي بسبب استخدامهم اللغة العامية في الخدمات وفي الأدب الديني.
خلال الحقبة الشيوعية تعرض البروتستانت لإضطهاد، في عام 1946، قطعت الحكومة تمويل الكنيسة عن طريق قانون يحد من معاملات العملات الأجنبية. ونظراً لدراسة العديد من القساوسة في الغرب قبل الحرب العالمية الثانية، فقد تم الاشتباه بهم تلقائياُ في دعمهم لأحزاب المعارضة. في عام 1949، اتُهم واحد وثلاثون من رجال الدين البروتستانت بالعمل لحساب الاستخبارات الأمريكية وإدارة عصابة تجسس في بلغاريا. تمت مصادرة جميع ممتلكات الكنائس البروتستانتية، وتم إلغاء الوضع القانوني للكنائس البروتستانتية. لكن حافظت معظم الطوائف البروتستانتية السائدة على الحق في العبادة المكفول من الناحية الاسمية بموجب دستور عام 1947. بعد سقوط نظام تودور جيفكوف في عام 1989 أصبح البروتستانت يتمتعون بالحرية الدينية. وبسبب عمل المبشرين الجدد، ومعظمهم قدم من الولايات المتحدة، تضاعف عدد البروتستانت في البلاد تقريباً بحلول عام 2001 قريباً لتجاوز أعدادهم أعداد الرومان الكاثوليك في البلاد.

### الأرثوذكسية المشرقية
غالبية الأرمن في بلغاريا والذي يبلغ عددهم 10,832 هي أعضاء في كنيسة الأرمن الأرثوذكس، التي لديها أبرشية في البلاد تتركز في صوفيا. معظم الأرمن الأرثوذكس يعيشون في بلوفديف، صوفيا، فارنا وبورغاس.

## ديموغرافيا

### التعداد السكاني
| الديانة                       | 1992      | 1992  | 2001      | 2001  | 2011      | 2011  | 2021      | 2021  |
| الديانة                       | تعداد     | %     | تعداد     | %     | تعداد     | %     | تعداد     | %     |
| ----------------------------- | --------- | ----- | --------- | ----- | --------- | ----- | --------- | ----- |
| المسيحية                      | 7,350,016 | 86.6  | 6,638,870 | 83.7  | 4,487,554 | 60.9  | 4,219,270 | 64.7  |
| الكنيسة البلغارية الأرثوذكسية | 7,274,479 | 85.7  | 6,552,751 | 82.6  | 4,374,135 | 59.4  | 4,091,780 | 62.7  |
| بروتستانتية                   | 22,067    | 0.3   | 42,308    | 0.5   | 64,476    | 0.9   | 69,852    | 1.1   |
| الكنيسة الكاثوليكية           | 53,470    | 0.6   | 43,811    | 0.6   | 48,945    | 0.7   | 38,709    | 0.6   |
| الكنيسة الرسولية الأرمنية     | 9,672     | 0.1   | 6,500     | 0.1   | 1,715     | 0.02  | 5,002     | 0.1   |
| الإسلام                       | 1,111,838 | 13.1  | 966,978   | 12.2  | 577,139   | 7.8   | 638,708   | 9.8   |
| آخرون                         | –         | –     | 308,116   | 3.9   | 682,162   | 9.3   | 1,036,943 | 15.9  |
| لادينيون                      | –         | –     | 308,116   | 3.9   | 682,162   | 9.3   | 1,036,943 | 15.9  |
| لم يجب عن السؤال              | –         | –     | –         | –     | 1,606,269 | 21.8  | 616,681   | 9.5   |
| مجمل السكان                   | 8,487,317 | 100.0 | 7,928,901 | 100.0 | 7,364,570 | 100.0 | 6,519,789 | 100.0 |

### تعداد 2011
في تعداد السكان عام 2001 كان على المواطنين إلزاميًا ذكر الديانة أو عدم الديانة في السؤال، بالمقابل في التعداد السكاني البلغاري لعام 2011، كانت الإجابة عن الديانة مسألة اختيارية، القائمة التالية تستعرض نسب المجيبين عن سؤال الديانة:
| المجموعة الدينية             | مجمل السكان | % من مجمل المجيبين | % من مجمل السكان |
| ---------------------------- | ----------- | ------------------ | ---------------- |
| الكنيسة الأرثوذكسية الشرقية  | 4,374,135   | 76.0%              | 59.4%            |
| غير محدد                     | 2,288,431   | 11.8%              | 31.1%            |
| الإسلام السني                | 546,004     | 9.5%               | 7.4%             |
| البروتستانتية                | 64,476      | 1.1%               | 0.9%             |
| الكاثوليكية                  | 48,945      | 0.8%               | 0.7%             |
| الإسلام الشيعي               | 27,407      | 0.5%               | 0.4%             |
| مسلمون بلا طائفة             | 3,728       | 0.1%               | 0.1%             |
| الكنيسة الأرثوذكسية المشرقية | 1,715       | 0.0%               | 0.0%             |
| اليهودية                     | 706         | 0.0%               | 0.0%             |
| آخرون                        | 9,023       | 0.2%               | 0.1%             |
| النسبة المئوية               | -           | 5,758,301          | 7,364,570        |

### التوزيع العرقي
كانت نتائج التعداد البلغاري في عام 2001 تستعرض المعتقدات الدينية للمجموعات الإثنية في بلغاريا. وهو آخر تعداد كان فيه إلزاميًا ذكر الديانة أو عدم الديانة بالهوية الشخصيَّة:
| المجموعة الإثنية    | مجمل السكان | مجمل السكان | بلغار     | بلغار | أتراك   | أتراك | غجر     | غجر   | آخرون  | آخرون |
| المجموعة الإثنية    | تعداد       | %           | تعداد     | %     | تعداد   | %     | تعداد   | %     | تعداد  | %     |
| ------------------- | ----------- | ----------- | --------- | ----- | ------- | ----- | ------- | ----- | ------ | ----- |
| الأرثوذكسية الشرقية | 6,552,751   | 82.6        | 6,315,938 | 94.9  | 5,425   | 0.7   | 180,326 | 48.6  | 51,062 |       |
| الإسلام             | 966,978     | 12.2        | 131,531   | 2.0   | 713,024 | 95.5  | 103,436 | 27.9  | 18,987 |       |
| لادينية             | 308,116     | 3.9         | 151,008   | 2.3   | 23,146  | 3.1   | 59,669  | 16.1  |        |       |
| الكاثوليكية         | 43,811      | 0.6         | 37,811    | 0.6   | 2,561   | 0.3   |         |       |        |       |
| البروتستانتية       | 42,308      | 0.5         | 14,591    | 0.2   | 2,066   | 0.3   | 24,651  | 6.6   | 1,000  |       |
| آخرون               | 14,937      | 0.2         | 4,331     | 0.1   | 442     | 0.1   |         |       |        |       |
| مجمل السكان         | 7,928,901   | 100.0       | 6,655,210 | 100.0 | 746,664 | 100.0 | 370,908 | 100.0 |        | 100.0 |

### حسب المقاطعة
تستعرض القائمة معطيات تعداد السكان عام 2011:
| المقاطعة             | أرثوذكس (%) | كاثوليك (%) | بروتستانت (%) | مجمل المسيحيون (%) |
| -------------------- | ----------- | ----------- | ------------- | ------------------ |
| مقاطعة بلاغويفغراد   | 60.8        | 0.2         | 0.4           | 61.5               |
| مقاطعة بورغاس        | 80.1        | 0.3         | 0.9           | 81.3               |
| مدينة بورغاس         | 64.8        | 0.3         | 0.8           | 65.9               |
| مقاطعة دوبريتش       | 54.4        | 0.3         | 0.4           | 55.1               |
| مقاطعة غابروفو       | 68.4        | 0.4         | 0.5           | 69.3               |
| مقاطعة خاسكوفو       | 61.8        | 0.3         | 0.6           | 62.7               |
| مقاطعة كرجالي        | 15.6        | 0.1         | 0.1           | 15.8               |
| مقاطعة كيوستنديل     | 74.2        | 0.2         | 1.9           | 76.3               |
| مقاطعة لوفتش         | 59.7        | 0.5         | 0.9           | 61.1               |
| مقاطعة مونتانا       | 67.9        | 0.2         | 1.8           | 70.0               |
| مقاطعة بازارجيك      | 58.4        | 0.3         | 1.1           | 59.8               |
| مقاطعة برنيك         | 67.6        | 0.3         | 0.6           | 68.5               |
| مقاطعة بلفن          | 56.7        | 1.9         | 0.5           | 58.1               |
| مقاطعة بلوفديف       | 62.7        | 2.8         | 0.9           | 66.4               |
| مدينة بلوفديف        | 65.6        | 1.0         | 0.6           | 67.2               |
| مقاطعة خاسكوفو       | 61.8        | 0.3         | 0.6           | 62.7               |
| مقاطعة رازغراد       | 32.8        | 0.1         | 0.3           | 33.2               |
| مقاطعة روسه          | 61.2        | 0.4         | 0.6           | 62.4               |
| مقاطعة شومن          | 46.4        | 0.3         | 0.9           | 47.6               |
| مقاطعة سيليسترا      | 43.3        | 0.2         | 0.4           | 44.0               |
| مقاطعة سليفن         | 50.9        | 0.3         | 2.8           | 54.9               |
| مقاطعة سموليان       | 23.2        | 0.1         | 0.1           | 23.4               |
| مقاطعة صوفيا         | 64.8        | 0.3         | 0.8           | 65.9               |
| مدينة صوفيا          | 69.1        | 0.3         | 0.5           | 70.0               |
| مقاطعة ستارا زاغورا  | 63.1        | 0.3         | 1.6           | 65.0               |
| مقاطعة تارغوفيشته    | 38.0        | 0.2         | 0.2           | 38.4               |
| مقاطعة فارنا         | 59.9        | 0.3         | 0.5           | 60.7               |
| مدينة فارنا          | 64.1        | 0.3         | 0.6           | 65.0               |
| مقاطعة فليكو تارنوفو | 62.1        | 1.2         | 0.5           | 63.8               |
| مقاطعة فيدين         | 69.5        | 0.2         | 0.8           | 70.5               |
| مقاطعة فراتسا        | 57.2        | 0.6         | 0.3           | 58.1               |
| مقاطعة يامبول        | 58.7        | 0.3         | 2.2           | 61.2               |

## الإلترام الديني

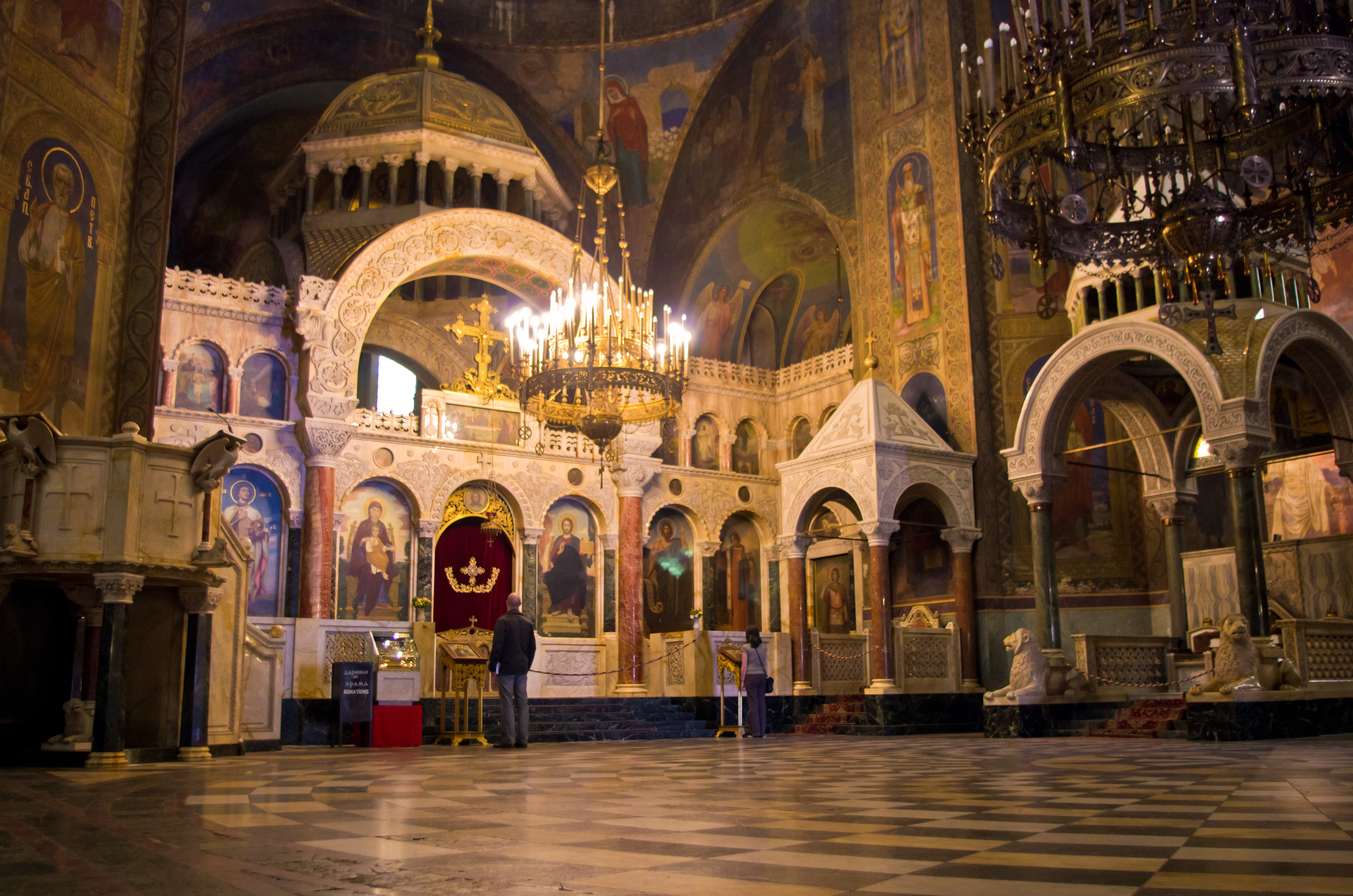
زوجان يصليان في كاتدرائية ألكسندر نفسكي.

وجدت دراسة قامت بها مركز بيو للأبحاث عام 2015 أنَّ حوالي 77% من البلغار يؤمنون في الله، وحوالي 68% منهم يعتبرون للدين أهميَّة في حياتهم، وقد وجدت الدراسة التي قامت بها مركز بيو للأبحاث عام 2015 أنَّ حوالي 5% من البلغار يُداومون على حضور القداس على الأقل مرة في الأسبوع، بالمقارنة مع 44% يُداومون على على حضور القداس على الأقل مرة في الشهر أو السنة. في حين أنَّ 11% من البلغار الأرثوذكس يُداومون على الصلاة يوميًا.
وقد وجدت الدراسة أيضًا أنَّ حوالي 15% من البلغار الأرثوذكس يُداوم على طقس المناولة ويصوم حوالي 17% خلال فترات الصوم. ويقدم حوالي 7% منهم الصدقة أو العُشور، ويقرأ حوالي 5% الكتاب المقدس على الأقل مرة في الشهر، في حين يشارك 10% معتقداتهم مع الآخرين. ويملك حوالي 83% من البلغار الأرثوذكس أيقونات مقدسة في منازلهم، ويضيء حوالي 94% الشموع في الكنيسة، ويرتدي 39% الرموز المسيحيَّة. عمومًا حصل حوالي 90% من مجمل البلغار الأرثوذكس على سر المعمودية، ويقوم 35% من الأهالي البلغار الأرثوذكس بالتردد مع أطفالهم للكنائس، ويقوم 5% بإلحاق أولادهم في مؤسسات للتعليم الديني و8% بمداومة قراءة الكتاب المقدس والصلاة مع أولادهم.

### الهوية

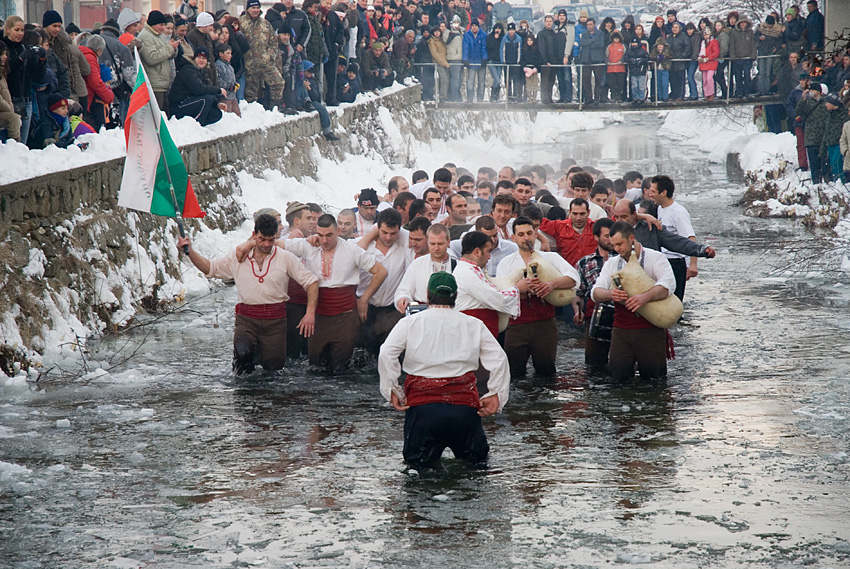
جانب من إحتفالات عيد الغطاس في بلغاريا.

قال حوالي 66% من البلغار أن كون المرء مسيحيًا هو جزءًا «هامًا ومركزي» أو إلى «حد ما» من الهوية الوطنية. وينقسم البلغار الأرثوذكس بين أولئك الذين يقولون أن جوهر هويتهم المسيحيَّة هي في المقام الأول مسألة دينيَّة (34%)، وأولئك الذين يقولون أن هويتهم المسيحيَّة مرتبطة أساسًا بالتقاليد العائلية أو الهوية الوطنية (37%)، وأولئك الذين يقولون أنَّ هويتهم المسيحيَّة هي مزيج من الدين والتقاليد العائلية أو الهوية الوطنية (27%).
بحسب الدراسة قال حوالي 88% من البلغار الأرثوذكس بأنَّ هويتهم المسيحيَّة هي مصدر فخر واعتزاز بالنسبة لهم، في حين قال 50% من البلغار الأرثوذكس أنَّ لديهم شعور قوي بالانتماء للمجتمع الأرثوذكسي في العالم، وقال 98% من البلغار الأرثوذكس أنَّه سيربي أبناه على الديانة المسيحيَّة. ويوافق 66% من البلغار على التصريح أنَّ الأرثوذكسيَّة هي عاملًا هامًا لكي تكون وطنيًا.

### القضايا الإجتماعية والسياسية
يؤيد 56% من البلغار الأرثوذكس تصريح أنَّ «روسيا ملتزمة في حماية المسيحيين الأرثوذكس خارج حدودها»، ويرى حوالي 9% من البلغار الأرثوذكس أنَّ بطريركية موسكو هي أعلى سلطة دينية في العالم الأرثوذكسي، بالمقارنة مع 8% يرى أنَّ بطريركية القسطنطينية المسكونية هي أعلى سلطة دينية، ويرى 59% أن الكنيسة البلغارية الأرثوذكسية هي أعلى سلطة دينيَّة. يرى حوالي 37% من البلغار أن الأرثوذكسية هي عامل أساسي لكي تكون مواطن بلغاري حقيقي. ويتفق 69% من البلغار الأرثوذكس مع تصريح «شعبي ليس كاملًا، لكن ثقافتنا متوفقة على الآخرين».